# Questioni conviviali
Le Questioni conviviali (Συμποσιακά - Quaestiones convivales) sono la più ampia opera di Plutarco contenuta nei Moralia.

## Struttura
L'opera rievoca le occasioni di simposi culturali della giovinezza di Plutarco, raggruppate in 9 libri come il numero delle Muse.
L’organizzazione interna dell’opera, ovvero la suddivisione in libri e il raggruppamento delle questioni in decine, risale a Plutarco stesso, che infatti scrive al dedicatario Sosio Senecione: «ti invio subito tre libri, ciascuno dei quali contiene dieci questioni». L’opera era stata pensata, come si apprende dalle introduzioni ai singoli libri, per trattare in totale 95 questioni: purtroppo due ampie lacune nella tradizione manoscritta hanno fatto perdere 9 questioni e parte di altre due.
I titoli che precedono ciascuna delle Questioni non sono di Plutarco, ma inseriti in un secondo tempo nel corso della trasmissione del testo. Nei manoscritti, si trovano elencati all'inizio di ciascun libro con funzione di sommari, per essere poi riportati - ma non sempre - nel corpo del testo in
apertura di ciascuna.
Gli argomenti affrontati sono i più vari, da questioni filosofiche a discussioni eziologiche ed etimologiche, dalla storia all'erudizione antiquaria, a problemi scientifici e alla critica letteraria, e sono affastellati senza un chiaro criterio: solo in alcuni casi è possibile intravedere qualche rapporto consequenziale, per esempio per il fatto di essere stati trattati nella stessa occasione simposiale. Fanno eccezione le quindici questioni dell’ultimo
libro, che non solo sono state trattate nella medesima occasione, ma sono tra di loro abbastanza coerenti.

## Analisi
L'opera si inserisce in una tipologia ben nota, cui appartengono, ad esempio, il Simposio di Platone e quello di Senofonte, i Deipnosofisti di Ateneo e i più tardi Saturnalia di Macrobio. Quanto alla datazione:
Certamente Plutarco si avvalse di appunti registrati in anni anche di molto lontani dall'età in cui i libri furono redatti: senza presupporre il ricorso ad essi non si spiegherebbe l’abbondanza di particolari relativi a certe questioni che erano state trattate così lontano nel tempo e l'abbondanza di citazioni.
Si tratta, comunque, di un'opera non facilmente classificabile, che rappresenta la fusione di due distinti generi, il dialogo di tipo platonico e l'opera catechetica sul modello dei Problemata aristotelici, e che quantomeno denota un incerto confine tra diverse forme letterarie.